# Amarelo de alizarina R
Amarelo de alizarina R (Laranja cromo, Laranja Mordente 1) é um corante azóico amarelo produzido por reação de copulação diazo, C.I. 14030. É usualmente encontrado como um sal de sódio. Na sua forma pura é um sólido cor de ferrugem. É um indicador de pH.
É utilizado na análise de corrosão em estruturas de concreto armado.
É estuda sua aplicação como reagente para a análise do cátion cobre (II).

## Obtenção
É obtido pela copulação da para-nitroanilina na forma de sal de diazônio com ácido salicílico.

## Preparação da solução do indicador
Dissolve-se 0,5 gramas de indicador em 1 litro de etanol a 80 % em água.